# Nikša Allegretti
Nikša Allegretti, hrvaški zdravnik, pedagog in akademik, * 1920, † 1982.
Allegretti je bil fiziolog, redni profesor na Univerzi v Zagrebu in dopisni član Jugoslovanske akademije znanosti in umetnosti.
Pisal je članke iz fiziologije, predvsem iz endokrinologije, imunitete in radiobiologije.